# 标架丛
数学中，标架丛（Frame bundle）是一个与任何向量丛 E 相伴的主丛。F(E) 在一点 x 的纤维是 Ex 的所有有序基或曰标架。一般线性群通过基变更自然作用在 F(E) 上，给出标架丛一个主 GLk(R)-丛结构，这里 k 是 E 的秩。
一个光滑流形的标架丛是与其切丛相伴的丛。因此它有经常称为切标架丛（tangent frame bundle）。

## 定义与构造
设 E → X 是拓扑空间 X 上一个 k 阶实向量丛。在点 x ∈ X 的一个标架是向量空间 Ex 的一个有序基。等价地，一个标架可以视为线性同构
{\displaystyle p:\mathbb {R} ^{k}\to E_{x}.}
在 x 的所有标架集合，记作 Fx，所有可逆 k×k 矩阵组成的一般线性群 GLk(R) 在它上面有一个自然右作用：一个群元素 g ∈ GLk(R) 通过复合作用在 p 的标架上给出一个新标架
{\displaystyle p\circ g:\mathbb {R} ^{k}\to E_{x}.}
GLk(R) 在 Fx 上这个作用是自由传递的（这是标准线性代数结论：存在惟一可逆线性变换将一个基变为另一个）。作为一个拓扑空间 Fx 同胚于 GLk(R)，但它没有群结构，因为没有“优先的标架”。空间 Fx 称为一个 GLk(R)-torsor。
E 的标架丛，记作 F(E) 或 FGL(E)，是所有 Fx 的不交并：
{\displaystyle \mathrm {F} (E)=\coprod _{x\in X}F_{x}.}
F(E) 中每个点是一个二元组 (x, p)，其中 x 是 X 中一点而 p 是 x 处一个标架。存在自然投影 π : F(E) → X 将 (x, p) 送到 x。群 GLk(R) 如上右作用在 F(E) 上。这个作用显然是自由的且轨道恰是 π 的纤维。
标架丛 F(E) 可给一个自然的拓扑，其丛结构由 E 确定。设 (Ui, φi) 是 E 的一个局部平凡化。则对每个 x ∈ Ui 有一个线性同构 φi,x : Ex → Rk。这个数据决定了一个双射
{\displaystyle \psi _{i}:\pi ^{-1}(U_{i})\to U_{i}\times \mathrm {GL} _{k}(\mathbb {R} ),\,}
由下式给出
{\displaystyle \psi _{i}(x,p)=(x,\varphi _{i,x}\circ p).}
有了这个双射后，每个 π−1(Ui) 可赋予 Ui × GLk(R) 的拓扑。则 F(E) 上的拓扑是由包含映射 π−1(Ui) → F(E) 余诱导的最终拓扑。
有了上面所有数据后，标架丛 F(E) 成为 X 上一个结构群为 GLk(R) 的主纤维丛，具有局部平凡化 ({Ui}, {ψi})，可以验证 F(E) 的转移函数与 E 的相同。
上面所有工作对光滑范畴也成立：如果 E 是光滑流形 M 上一个光滑向量丛，则 E 的标架丛可赋予 M 上光滑主丛结构。

## 相伴向量丛
向量丛 E 与它的标架丛 F(E) 是相伴丛。每一个决定了另一个。标架丛 F(E) 可如上由 E 构造出来，或更抽象地利用纤维丛构造定理。在后一个方法中，F(E) 与 E 有同样底、平凡化邻域以及转移函数，但有抽象纤维 GLk(R)，这里结构群 GLk(R) 作用在纤维 GLk(R) 上是左乘。
给定一个线性表示 ρ : GLk(R) → V，有一个向量丛相伴与 F(E)
{\displaystyle \mathrm {F} (E)\times _{\rho }V,\,}
它由乘积 F(E) × V 模去等价关系 (pg,v) ~ (p,ρ(g)v)，对所有 g 属于 GLk(R)，给出。记等价类为 [p,v]。
向量丛 E 自然同构于丛 F(E) ×ρ Rk，这里 ρ 是  GLk(R) 在 Rk 上的基本表示。同构由
{\displaystyle [p,v]\mapsto p(v)}
给出，这里 v 是 Rk 中一个向量而 p : Rk → Ex 是 x 处一个标架。容易验证这个映射是良定义的。
任何相伴与 E 的向量丛可由如上构造给出。例如，E 的对偶丛由 F(E) ×ρ* (Rk)* 给出，这里 ρ* 是基本表示的对偶。E 的张量丛可类似地构造。

## 切标架丛
一个光滑流形 M 的切标架丛（或简称标架丛）是与 M 的切丛相伴的标架丛。 M 的标架丛通常记作 FM 或 GL(M) 而不是 F(TM)。如果 M 是 n-维的则切丛的秩为 n，所以 M 的标架丛是 M 上一个主 GLn(R) 丛。

### 光滑标架
M 的标架丛的局部截面称为 M 上的光滑标架。主丛横截定理说 M 中任何有光滑标架的开集 U 上标架丛是平凡的。给定一个光滑标架 s : U → FU，平凡化 ψ : FU → U × GLn(R) 由
{\displaystyle \psi (p)=(x,s(x)^{-1}\circ p)}
给出，这里 p 是 x 处一个标架。从而一个流形是可平行化的当且仅当 M 的标架丛有一个整体截面。
因为 M 的切丛在 M 的任何坐标邻域是可平凡化的，故标架丛也是。事实上，给定任何坐标邻域 U 带有坐标 (x1,…,xn)，坐标向量场
{\displaystyle \left({\frac {\partial }{\partial x^{1}}},\cdots ,{\frac {\partial }{\partial x^{n}}}\right)}
定义了 U 上一个光滑标架。在标架丛上工作的一个好处是它们允许我们处理标架而不是坐标架；我们可选取对手中问题合适的标架。这有时称为活动标架法。

### 焊接形式
流形 M 的标架丛是一类特殊的主丛，它的几何本质上系于 M 的几何。这种关系可用 FM 上一个称之为焊接形式（或称基本或重言 1-形式）向量值 1-形式表示。设 x 是流形 M 上一点，p 是 x 处一个标架，故
{\displaystyle p:\mathbb {R} ^{n}\to T_{x}M}
是 Rn 与 M 在 x 处切丛的一个线性同构。FM 的焊接形式是一个 Rn-值 1-形式 θ，定义为
{\displaystyle \theta _{p}(\xi )=p^{-1}\mathrm {d} \pi (\xi )\,}
这里 ξ 与 FM 相切于 (x,p)，p-1:TxM → Rn 是标架映射的逆，dπ 是投影映射 π: FM → M 的微分。焊接形式是水平的，它在与 π 的纤维相切的向量上为零，以及右等变，即
{\displaystyle R_{g}^{*}\theta =g^{-1}\theta \,}
这里 Rg 是由 g ∈ GLn(R) 的左平移。FM 上这样性质的形式称为基本或张量性形式。这样的形式与 TM-值 1-形式一一对应，从而与 M 上光滑丛映射 TM → TM 一一对应。这样看来，θ 恰好是 TM 上恒等映射。

## 标准正交标架丛
如果向量丛 E 配有一个黎曼丛度量，则每个纤维 Ex 不仅是一个向量空间而且是一个内积空间。这样便可以讨论 Ex 的所有标准正交标架集合。Ex 的一个标准正交标架是 Ex 的一个有序标准正交基，或等价地，一个等距线性同构
{\displaystyle p:\mathbb {R} ^{k}\to E_{x}}
这里 Rk 配有标准欧几里得度量。正交群 O(k) 通过右复合自由传递作用在所有标准正交标架上。换句话说，所有标准正交标架集合是一个右 O(k)-torsor。
E 的标准正交标架丛，记作 FO(E)，是在底空间 X 上每一点 x 处的所有标准正交标架集合。它可用完全类似于通常标架丛的方法构造出来。秩 k 的黎曼向量丛 E → X 的标准正交标架是 X 上一个主 O(k)-丛。同样，此构造在光滑范畴一样成立。
如果向量丛 E 可定向，则我们可定义 E 的定向标准正交标架丛，记作 FSO(E)，是所有正定向标准正交标架丛，这是一个主 SO(k)-丛。
如果 M 是一个 n-维黎曼流形，则 M 的标准正交标架丛，记作 FOM 或 O(M)，是与 M 的切丛（由定义它配有一个黎曼度量）相伴的标准正交标架丛。如果 M 可定向，则也有定向标准正交标架丛 FSOM。
给定一个黎曼向量丛 E，标准正交标架丛是一般线性标架丛的 O(k)-子丛。换句话说，包含映射
{\displaystyle i:{\mathrm {F} }_{\mathrm {O} }(E)\to {\mathrm {F} }_{\mathrm {GL} }(E)\,}
是一个主丛映射。我们说 FO(E) 是 FGL(E) 的结构群从 GLk(R) 到 O(k) 的约化。

## G-结构
如果光滑流形 M 有额外的结构，通常自然地考虑 M 全标架丛的一个适应于给定结构的子丛。例如，如果 M 是一个黎曼流形，我们从上面看到自然地去考虑 M 的标准正交标架丛。标准正交标架丛只不过是 
FGL(M) 的结构群到正交群 O(n) 的约化。
一般地，如果 M 是一个光滑 n-流形，G 是 GLn(R) 的一个子李群，我们定义 M 上一个 G-结构为 FGL(M) 结构群到 G 的一个约化。具体地说，这是 M 上一个主 G-丛 FG(M)，以及 M 上一个 G-等变丛映射
{\displaystyle {\mathrm {F} }_{G}(M)\to {\mathrm {F} }_{\mathrm {GL} }(M).\,}
在这种语言中，M 上一个黎曼度量给出 M 上一个 O(n)-结构。下面是其它一些例子。
- 每个定向流形有一个定向标架，这就是 M 上一个 GLn+(R)-结构。
- M 上一个体积形式确定了 M 上一个 SLn(R)-结构。
- 一个 2n-维辛流形有一个自然的 Sp2n(R)-结构。
- 一个 2n-维复或殆复流形有一个自然的 GLn(C)-结构。

在某些例子中，M 上一个 G-结构惟一确定了 M 上对应的结构。例如 M 上一个 SLn(R)-结构确定了 M 上一个体积形式。但是，在某些情形，比如辛与复流形，需要一个可积性条件。M 上一个 Sp2n(R)-结构惟一确定了 M 上一个非退化 2-形式，但对 M 是辛的，这个 2-形式必须也是闭的。